# Partido Unión Constitucional
La Unión Constitucional fue un partido político cubano, surgido hacia 1878 tras el final de la guerra de los Diez Años. De ideología conservadora, defendía los intereses de la metrópoli (la España peninsular) en la isla. En las elecciones generales de 1879, las primeras de su ámbito en las que participó la formación, consiguió 17 diputados —de un total de 24, que eran los que le correspondían a Cuba— frente a los 7 del Partido Liberal. Sus órganos de prensa fueron los periódicos Diario de la Marina y La Voz de Cuba. El partido, que agrupó a peninsulares e integrantes de la burguesía criolla, incluyó a varios «nuevos nobles» cubanos entre sus miembros.